# Institut national de radioélectricité et cinématographie
L'Institut national de radioélectricité et cinématographie (INRACI) est une école belge francophone de cinéma, photographie et électronique basée à Bruxelles. C'est la plus ancienne école de cinéma belge, fondée par le cinéaste documentariste belge Henri Storck.
Le terme "INRACI" désigne deux entités différentes qui partagent une partie de leurs bâtiments et installations : la section d'enseignement secondaire supérieur et la section d'enseignement supérieur au sein de la Haute école libre de Bruxelles - Ilya Prigogine (HELB Ilya Prigogine). Cet article traite essentiellement cette deuxième entité. 

## Historique de l'école
L'INRACI, dont les initiales rappellent celles de l'INR, fut fondé en 1938 sous le nom Institut national de radioélectricité et cinématographie et Nationaal Radio en Film Instituut (NARAFI) en néerlandais. Sa mission première était de former rapidement des techniciens et électroniciens pour l'INR.
Un an plus tard, en août 1939, l'ASBL "INRACI - NARAFI" est créée et le cinéaste belge Henri Storck en devient le premier administrateur. En septembre de la même année l'école accueille ses dix premiers élèves, répartis en deux options : la cinématographie et la radioélectricité. 
L'INRACI-NARAFI est alors une seule et même école bilingue français-néerlandais regroupant enseignement secondaire supérieur, enseignement supérieur, mais aussi des cours du jour et des cours du soir.
Avec les années et la fédéralisation du pays, francophones et néerlandophones sont répartis en deux écoles différentes, les cours du soir disparaissent ainsi que la section d'enseignement secondaire supérieur néerlandophone. 
À la création des "Hautes écoles", les sections d'enseignement supérieur francophones et néerlandophones  furent intégrées respectivement à la HELB Ilya Prigogine et à la Hogeschool voor Wetenschap en Kunst.
Actuellement , l'INRACI est une école secondaire technique formant des informaticiens, infographistes, électroniciens, automaticiens et photographes. 

## Cursus et diplômes
Sept formations sont proposées à l'INRACI. En fin de cycle les élèves obtiennent leur certificat de « qualification » et un CESS . 
L'école dispense les formations suivantes :
Enseignement supérieur de type court :(bachelier)
- Techniques de l'image (photographie et cinématographie)
- Electronique appliquée (cdiplômation avec l' HEFF (Haute école Francisco Ferrer)

Enseignement secondaire :(CESS)
- Photographie
- Électronique
- Automatique
- Informatique
- Électromécanique
- Techniques artistiques

Bâtiments, campus et studios
Le supérieur est situé Bd. Reyers 44 à 1030 Bruxelles - siège de RTBF : sortie Diamant
Le secondaire est situé avenue Jupiter 188 à 1190 Forest.

### L'annonce du déménagement et de l'abandon de l'appellation INRACI pour la Haute-école
La volonté de la direction de la catégorie technique de l'HELB était alors de marquer ce déménagement par l'abandon définitif de l'appellation INRACI, en raison de la rupture avec ses racines, des derniers liens qui unissent l'INRACI à la NARAFI et de marquer un nouveau départ dans l'histoire de l'école. 
En juin 2012 la direction annonçait de façon officielle le déménagement progressif de la section cinématographie et photographie vers les anciens locaux et studios du Journal télévisé de la RTBF (studio 14, 16 et 18) situés au premier étage de la cité de la radio-télévision, boulevard Auguste Reyers à Schaerbeek, siège central de la RTBF. Ce déménagement a été confirmé officiellement par le conseil d'administration de la RTBF.
Dans un premier temps, à partir d'octobre 2012, ces nouveaux locaux libérés par la radio-télévision publique accueillent quelques salles de classe, un magasin de prêt de matériel et les infrastructures de montage de la finalité cinématographie pour les deuxièmes et troisièmes années.
Progressivement, au fur et à mesure que d'autres locaux seront libérés par la RTBF, d'autres années et sections de l'HELB-INRACI rejoindront à leur tour le boulevard Reyers.
À moyen terme, le studio de télévision haute définition de l'HELB-INRACI commun avec la NARAFI restera situé dans ses locaux actuels de l'avenue Jupiter à Forest. Aucune solution n'est envisagée à long terme à cause d'un problème de répartition des infrastructures et du matériel entre les deux entités et l'ASBL propriétaire des locaux actuels avenue Jupiter.
Aucune précision quant au changement de nom annoncé en 2011 n'a plus été apportée par la direction de l'HELB-INRACI.

## Anciens étudiants
- Guillaume Senez
- Stromae

- Louis Chedid
- Claude Thiry